# 7e étape du Tour d'Italie 2015
Pour un article plus général, voir Tour d'Italie 2015.
La 7e étape du Tour d'Italie 2015 s'est déroulée le vendredi 15 mai 2015. Elle part de Grosseto et arrive à Fiuggi après 264 km.

## Parcours
Cette septième étape se déroule sous la forme d'une étape en ligne entre Grosseto et Fiuggi. Elle est classée étape de plaine par les organisateurs, le parcours comprend une côte classée en quatrième catégorie, Monterotondo (km 184,5).

## Résultats

### Classement de l'étape
| Classement de l'étape | Classement de l'étape | Classement de l'étape | Classement de l'étape | Classement de l'étape |
|                       | Coureur               | Pays                  | Équipe                | Temps                 |
| --------------------- | --------------------- | --------------------- | --------------------- | --------------------- |
| 1er                   | Diego Ulissi          | Italie                | Lampre-Merida         | en 7 h 22 min 21 s    |
| 2e                    | Juan José Lobato      | Espagne               | Movistar              | m.t                   |
| 3e                    | Simon Gerrans         | Australie             | Orica-GreenEDGE       | m.t                   |
| 4e                    | Manuel Belletti       | Italie                | Southeast             | m.t                   |
| 5e                    | Enrico Battaglin      | Italie                | Bardiani CSF          | m.t                   |
| 6e                    | Sonny Colbrelli       | Italie                | Bardiani CSF          | m.t                   |
| 7e                    | Fabio Felline         | Italie                | Trek Factory Racing   | m.t                   |
| 8e                    | Grega Bole            | Slovénie              | CCC Sprandi Polkowice | m.t                   |
| 9e                    | Kévin Réza            | France                | FDJ                   | m.t                   |
| 10e                   | Sergueï Lagoutine     | Russie                | Katusha               | m.t                   |
| modifier              |                       |                       |                       |                       |

### Points attribués
|   | Cycliste            | Nat       | Équipe                      | Pts | Bonif |
| - | ------------------- | --------- | --------------------------- | --- | ----- |
| 1 | Marco Bandiera      | Italie    | Androni Giocattoli-Sidermec | 20  | 3 s   |
| 2 | Nicola Boem         | Italie    | Bardiani CSF                | 12  | 2 s   |
| 3 | Pierpaolo De Negri  | Italie    | Nippo-Vini Fantini          | 8   | 1 s   |
| 4 | Nikolay Mihaylov    | Bulgarie  | CCC Sprandi Polkowice       | 6   |       |
| 5 | Sacha Modolo        | Italie    | Lampre-Merida               | 4   |       |
| 6 | Giacomo Nizzolo     | Italie    | Trek Factory Racing         | 3   |       |
| 7 | Elia Viviani        | Italie    | Sky                         | 2   |       |
| 8 | Maximiliano Richeze | Argentine | Lampre-Merida               | 1   |       |

|   | Cycliste           | Nat       | Équipe                      | Pts | Bonif |
| - | ------------------ | --------- | --------------------------- | --- | ----- |
| 1 | Marco Bandiera     | Italie    | Androni Giocattoli-Sidermec | 20  | 3 s   |
| 2 | Nicola Boem        | Italie    | Bardiani CSF                | 12  | 2 s   |
| 3 | Pierpaolo De Negri | Italie    | Nippo-Vini Fantini          | 8   | 1 s   |
| 4 | Nikolay Mihaylov   | Bulgarie  | CCC Sprandi Polkowice       | 6   |       |
| 5 | Giacomo Nizzolo    | Italie    | Trek Factory Racing         | 4   |       |
| 6 | Elia Viviani       | Italie    | Sky                         | 3   |       |
| 7 | Michael Hepburn    | Australie | Orica-GreenEDGE             | 2   |       |
| 8 | Sérgio Paulinho    | Portugal  | Tinkoff-Saxo                | 1   |       |

| - Sprint final de Fiuggi (km 264) \| \| Cycliste \| Nat \| Équipe \| Points \| Bonif \| \| -- \| ----------------- \| --------- \| --------------------------- \| ------ \| ----- \| \| 1 \| Diego Ulissi \| Italie \| Lampre-Merida \| 50 \| 10 s \| \| 2 \| Juan José Lobato \| Espagne \| Movistar \| 35 \| 6 s \| \| 3 \| Simon Gerrans \| Australie \| Orica-GreenEDGE \| 25 \| 4 s \| \| 4 \| Manuel Belletti \| Italie \| Southeast \| 18 \| \| \| 5 \| Enrico Battaglin \| Italie \| Bardiani CSF \| 14 \| \| \| 6 \| Sonny Colbrelli \| Italie \| Bardiani CSF \| 12 \| \| \| 7 \| Fabio Felline \| Italie \| Trek Factory Racing \| 10 \| \| \| 8 \| Grega Bole \| Slovénie \| CCC Sprandi Polkowice \| 8 \| \| \| 9 \| Kévin Réza \| France \| FDJ \| 7 \| \| \| 10 \| Sergueï Lagoutine \| Russie \| Katusha \| 6 \| \| \| 11 \| Davide Appollonio \| Italie \| Androni Giocattoli-Sidermec \| 5 \| \| \| 12 \| Anthony Roux \| France \| FDJ \| 4 \| \| \| 13 \| Philippe Gilbert \| Belgique \| BMC Racing \| 3 \| \| \| 14 \| Francesco Gavazzi \| Italie \| Southeast \| 2 \| \| \| 15 \| Davide Formolo \| Italie \| Cannondale-Garmin \| 1 \| \| |                   |           |                             |        |       |
| | Cycliste          | Nat       | Équipe                      | Points | Bonif |
| 1 | Diego Ulissi      | Italie    | Lampre-Merida               | 50     | 10 s  |
| 2 | Juan José Lobato  | Espagne   | Movistar                    | 35     | 6 s   |
| 3 | Simon Gerrans     | Australie | Orica-GreenEDGE             | 25     | 4 s   |
| 4 | Manuel Belletti   | Italie    | Southeast                   | 18     |       |
| 5 | Enrico Battaglin  | Italie    | Bardiani CSF                | 14     |       |
| 6 | Sonny Colbrelli   | Italie    | Bardiani CSF                | 12     |       |
| 7 | Fabio Felline     | Italie    | Trek Factory Racing         | 10     |       |
| 8 | Grega Bole        | Slovénie  | CCC Sprandi Polkowice       | 8      |       |
| 9 | Kévin Réza        | France    | FDJ                         | 7      |       |
| 10 | Sergueï Lagoutine | Russie    | Katusha                     | 6      |       |
| 11 | Davide Appollonio | Italie    | Androni Giocattoli-Sidermec | 5      |       |
| 12 | Anthony Roux      | France    | FDJ                         | 4      |       |
| 13 | Philippe Gilbert  | Belgique  | BMC Racing                  | 3      |       |
| 14 | Francesco Gavazzi | Italie    | Southeast                   | 2      |       |
| 15 | Davide Formolo    | Italie    | Cannondale-Garmin           | 1      |       |

### Cols et côtes
| - Monterotondo, 4e catégorie (km 184,5) \| \| Cycliste \| Pays \| Équipe \| Points \| \| - \| ------------------ \| ------ \| --------------------------- \| ------ \| \| 1 \| Pierpaolo De Negri \| Italie \| Nippo-Vini Fantini \| 3 \| \| 2 \| Marco Bandiera \| Italie \| Androni Giocattoli-Sidermec \| 2 \| \| 3 \| Nicola Boem \| Italie \| Bardiani CSF \| 1 \| |                    |        |                             |        |
| | Cycliste           | Pays   | Équipe                      | Points |
| 1 | Pierpaolo De Negri | Italie | Nippo-Vini Fantini          | 3      |
| 2 | Marco Bandiera     | Italie | Androni Giocattoli-Sidermec | 2      |
| 3 | Nicola Boem        | Italie | Bardiani CSF                | 1      |

### Classement au temps par équipes
| Classement par équipes au temps | Classement par équipes au temps | Classement par équipes au temps | Classement par équipes au temps |
|                                 | Équipe                          | Pays                            | Temps                           |
| ------------------------------- | ------------------------------- | ------------------------------- | ------------------------------- |
| 1re                             | Bardiani CSF                    | Italie                          | en 22 h 7 min 6 s               |
| 2e                              | Southeast                       | Italie                          | m.t                             |
| 3e                              | FDJ                             | France                          | m.t                             |
| modifier                        |                                 |                                 |                                 |

### Classement aux points par équipes
| Classement par équipes aux points | Classement par équipes aux points | Classement par équipes aux points | Classement par équipes aux points | Classement par équipes aux points |
|                                   | Équipes                           | Pays                              |                                   | Point(s)                          |
| --------------------------------- | --------------------------------- | --------------------------------- | --------------------------------- | --------------------------------- |
| 1re                               | Lampre-Merida                     | Italie                            |                                   | 51                                |
| 2e                                | Bardiani CSF                      | Italie                            |                                   | 36                                |
| 3e                                | Movistar                          | Espagne                           |                                   | 35                                |
| modifier                          |                                   |                                   |                                   |                                   |

## Classements à l'issue de l'étape

### Classement général
| Classement final général | Classement final général | Classement final général | Classement final général | Classement final général |
|                          | Coureur                  | Pays                     | Équipe                   | Temps                    |
| ------------------------ | ------------------------ | ------------------------ | ------------------------ | ------------------------ |
| 1er                      | Alberto Contador         | Espagne                  | Tinkoff-Saxo             | en 27 h 48 min 0 s       |
| 2e                       | Fabio Aru                | Italie                   | Astana                   | + 2 s                    |
| 3e                       | Richie Porte             | Australie                | Sky                      | + 20 s                   |
| 4e                       | Roman Kreuziger          | Tchéquie                 | Tinkoff-Saxo             | + 22 s                   |
| 5e                       | Dario Cataldo            | Italie                   | Astana                   | + 28 s                   |
| 6e                       | Esteban Chaves           | Colombie                 | Orica-GreenEDGE          | + 37 s                   |
| 7e                       | Giovanni Visconti        | Italie                   | Movistar                 | + 56 s                   |
| 8e                       | Mikel Landa              | Espagne                  | Astana                   | + 1 min 1 s              |
| 9e                       | Davide Formolo           | Italie                   | Cannondale-Garmin        | + 1 min 15 s             |
| 10e                      | Andrey Amador            | Costa Rica               | Movistar                 | + 1 min 18 s             |
| modifier                 |                          |                          |                          |                          |

### Classement par points
| Classement par points | Classement par points | Classement par points | Classement par points       | Classement par points |
| --------------------- | --------------------- | --------------------- | --------------------------- | --------------------- |
|                       | Coureur               | Pays                  | Équipe                      | Point(s)              |
| 1er                   | Elia Viviani          | Italie                | Sky                         | 78 points             |
| 2e                    | André Greipel         | Allemagne             | Lotto-Soudal                | 75 pts                |
| 3e                    | Marco Bandiera        | Italie                | Androni Giocattoli-Sidermec | 60 pts                |
| 4e                    | Diego Ulissi          | Italie                | Lampre-Merida               | 50 pts                |
| 5e                    | Giacomo Nizzolo       | Italie                | Trek Factory Racing         | 47 pts                |
| modifier              |                       |                       |                             |                       |

### Classement du meilleur grimpeur
| Classement du meilleur grimpeur | Classement du meilleur grimpeur | Classement du meilleur grimpeur | Classement du meilleur grimpeur | Classement du meilleur grimpeur |
| ------------------------------- | ------------------------------- | ------------------------------- | ------------------------------- | ------------------------------- |
|                                 | Coureur                         | Pays                            | Équipe                          | Point(s)                        |
| 1er                             | Jan Polanc                      | Slovénie                        | Lampre-Merida                   | 15 points                       |
| 2e                              | Pavel Kochetkov                 | Russie                          | Katusha                         | 15 pts                          |
| 3e                              | Davide Formolo                  | Italie                          | Cannondale-Garmin               | 14 pts                          |
| 4e                              | Edoardo Zardini                 | Italie                          | Bardiani CSF                    | 14 pts                          |
| 5e                              | Diego Ulissi                    | Italie                          | Lampre-Merida                   | 12 pts                          |
| modifier                        |                                 |                                 |                                 |                                 |

### Classement du meilleur jeune
| Classement du meilleur jeune | Classement du meilleur jeune | Classement du meilleur jeune | Classement du meilleur jeune | Classement du meilleur jeune |
|                              | Coureur                      | Pays                         | Équipe                       | Temps                        |
| ---------------------------- | ---------------------------- | ---------------------------- | ---------------------------- | ---------------------------- |
| 1er                          | Fabio Aru                    | Italie                       | Astana                       | en 27 h 48 min 2 s           |
| 2e                           | Esteban Chaves               | Colombie                     | Orica-GreenEDGE              | + 35 s                       |
| 3e                           | Davide Formolo               | Italie                       | Cannondale-Garmin            | + 1 min 13 s                 |
| 4e                           | Francesco Manuel Bongiorno   | Italie                       | Bardiani CSF                 | + 15 min 43 s                |
| 5e                           | Jan Polanc                   | Slovénie                     | Lampre-Merida                | + 17 min 30 s                |
| modifier                     |                              |                              |                              |                              |

### Classements par équipes

#### Classement au temps
| Classement par équipes au temps | Classement par équipes au temps | Classement par équipes au temps | Classement par équipes au temps |
|                                 | Équipe                          | Pays                            | Temps                           |
| ------------------------------- | ------------------------------- | ------------------------------- | ------------------------------- |
| 1re                             | Astana                          | Kazakhstan                      | en 82 h 46 min 17 s             |
| 2e                              | BMC Racing                      | États-Unis                      | + 40 s                          |
| 3e                              | Sky                             | Royaume-Uni                     | + 2 min 23 s                    |
| modifier                        |                                 |                                 |                                 |

#### Classement aux points
| Classement par équipes aux points | Classement par équipes aux points | Classement par équipes aux points | Classement par équipes aux points | Classement par équipes aux points |
|                                   | Équipes                           | Pays                              |                                   | Point(s)                          |
| --------------------------------- | --------------------------------- | --------------------------------- | --------------------------------- | --------------------------------- |
| 1re                               | Orica-GreenEDGE                   | Australie                         |                                   | 194                               |
| 2e                                | Lampre-Merida                     | Italie                            |                                   | 139                               |
| 3e                                | Astana                            | Kazakhstan                        |                                   | 127                               |
| modifier                          |                                   |                                   |                                   |                                   |

## Abandons
- 124 -  Daniele Colli (Nippo-Vini Fantini) : non-partant